# Yphria californica
Yphria californica är en nattsländeart som först beskrevs av Banks 1907.  Yphria californica ingår i släktet Yphria och familjen broknattsländor. Inga underarter finns listade i Catalogue of Life.